# Andrés Herrera
Andrés Herrera, né le 3 novembre 1998 à Corrientes en Argentine, est un footballeur argentin qui joue au poste défenseur au Crew de Columbus, en prêt de River Plate.

## Biographie

### Carrière en club
Andrés Herrera commence sa carrière professionnelle avec San Lorenzo, après avoir joué en jeune avec Textil Mandiyú, Boca Unidos ou encore Rivadavia,. Il est sélectionné dans l'équipe senior du club pour la Primera División argentine 2018-2019, ses débuts arrivant le 21 septembre 2018, lors d'une victoire sur Patronato à l'Estadio Pedro Bidegain. 

### Carrière internationale
En juillet 2019, Andrés Herrera fait partie de l'équipe argentine des moins de 23 pour les Jeux panaméricains au Pérou. Il y dispute cinq matchs alors que l'Argentine bat le Honduras en finale, remportant le trophée.

## Palmarès
Argentine des moins de 23 ans
- Jeux panaméricains
  - Vainqueur en 2019
- Tournoi pré-olympique : 
  - Vainqueur en 2020